# Kawasaki KLR 650
Kawasaki KLR 650 je motocykl kategorie silniční enduro, vyvinutý firmou Kawasaki. Byl vyráběn od roku 1987 do roku 2007. Druhá generace byla s drobnými změnami vyráběna ale již ne pro evropský  trh v letech 2008-2018. Poté byla ve výrobě tříletá přestávka a třetí generace vybavená namísto karburátoru vstřikováním paliva byla představena v roce 2021. Více na anglické verzi Wikipedie.

## Technické parametry
- Rám: trubkový ocelový
- Suchá hmotnost: 168 kg
- Pohotovostní hmotnost: 189 kg
- Maximální rychlost: 154 km/h
- Spotřeba paliva: 5,8 l/100 km